# Shun Sato
Shun Sato (佐藤 隼 Sato Shun?), född 6 mars 1997 i Kanagawa prefektur, är en japansk fotbollsspelare.
Sato började sin karriär 2016 i Fujieda MYFC. Han spelade 7 ligamatcher för klubben.